# Melanelia
Melanelia is een geslacht van korstmossen dat behoort tot de orde Lecanorales van de ascomyceten. De typesoort is Melanelia stygia.

## Soorten
Volgens Index Fungorum telt het geslacht acht soort (peildatum november 2021):
| Soortnaam              | Auteur(s)                          | Publicatiejaar |
| ---------------------- | ---------------------------------- | -------------- |
| Melanelia agnata       | (Nyl.) A. Thell                    | 1995           |
| Melanelia commixta     | (Nyl.) A. Thell                    | 1995           |
| Melanelia hepatizon    | (Ach.) A. Thell                    | 1995           |
| Melanelia incolorata   | (Parrique) Essl.                   | 1987           |
| Melanelia microglabra  | Divakar, Upreti, G.P. Sinha & Elix | 2003           |
| Melanelia pseudoglabra | (Essl.) Essl.                      | 1978           |
| Melanelia stygia       | (L.) Essl.                         | 1978           |
| Melanelia substygia    | (Räsänen) Essl.                    | 1978           |